# 40. ceremonia wręczenia nagród David di Donatello
40. ceremonia wręczenia włoskich nagród filmowych David di Donatello odbyła się 3 czerwca 1995 roku na Kapitolu w Rzymie.

## Laureaci i nominowani
Laureaci nagród wyróżnieni są wytłuszczeniem.

### Najlepszy film
- Szkoła (La scuola), reż. Daniele Luchetti
- Natarczywa miłość (L'amore molesto), reż. Mario Martone
- Listonosz (Il postino), reż. Michael Radford

### Najlepszy debiutujący reżyser
- Paolo Virzì - La bella vita
- Sandro Baldoni - Strane storie
- Alberto Simone - Colpo di luna

### Najlepszy reżyser
- Mario Martone - Natarczywa miłość (L'amore molesto)
- Gianni Amelio - Lamerica
- Alessandro D'Alatri - Bez skóry (Senza pelle)

### Najlepszy scenariusz
- Alessandro D'Alatri - Bez skóry (Senza pelle)
- Luigi Magni i Carla Vistarini - Przyjaciel z dzieciństwa (Nemici d'infanzia)
- Alessandro Benvenuti, Ugo Chiti i Nicola Zavagli - Belle al bar

### Najlepszy producent
- Pietro Valsecchi - Zwyczajny bohater (Un eroe borghese)
- Angelo Curti, Andrea Occhipinti i Kermit Smith - Natarczywa miłość (L'amore molesto)
- Elda Ferri - ...twierdzi Pereira (Sostiene Pereira)
- Marco Poccioni i Marco Valsania - Bez skóry (Senza pelle)

### Najlepsza aktorka
- Anna Bonaiuto - Natarczywa miłość (L'amore molesto)
- Sabrina Ferilli - La bella vita
- Anna Galiena - Bez skóry (Senza pelle)

### Najlepszy aktor
- Marcello Mastroianni - ...twierdzi Pereira (Sostiene Pereira)
- Fabrizio Bentivoglio - Zwyczajny bohater (Un eroe borghese)
- Massimo Troisi - Listonosz (Il postino)

### Najlepsza aktorka drugoplanowa
- Angela Luce - Natarczywa miłość (L'amore molesto)
- Virna Lisi - Królowa Margot (La reine Margot)
- Ottavia Piccolo - Niebieskie ptaki (Bidoni)

### Najlepszy aktor drugoplanowy
- Giancarlo Giannini - Jak dwa krokodyle (Come due coccodrilli)
- Roberto Citran - Byk (Il toro)
- Philippe Noiret - Listonosz (Il postino)

### Najlepszy aktor zagraniczny
- John Travolta - Pulp Fiction

### Najlepsza aktorka zagraniczna
- Jodie Foster - Nell

### Najlepsze zdjęcia
- Luca Bigazzi - Lamerica
- Luca Bigazzi - Natarczywa miłość (L'amore molesto)
- Franco Di Giacomo - Listonosz (Il postino)

### Najlepsza muzyka
- Franco Piersanti - Lamerica
- Luis Bacalov - Listonosz (Il postino)
- Pino Donaggio - Zwyczajny bohater (Un eroe borghese)

### Najlepsza scenografia
- Andrea Crisanti - Czysta formalność (Una pura formalità)
- Giantito Burchiellaro - ...twierdzi Pereira (Sostiene Pereira)
- Gianni Quaranta - Farinelli: ostatni kastrat (Farinelli)

### Najlepsze kostiumy
- Olga Berlutti - Farinelli: ostatni kastrat (Farinelli)
- Elisabetta Beraldo - ...twierdzi Pereira (Sostiene Pereira)
- Moidele Bickel - Królowa Margot (La reine Margot)

### Najlepszy montaż
- Roberto Perpignani - Listonosz (Il postino)
- Ruggero Mastroianni - ...twierdzi Pereira (Sostiene Pereira)
- Simona Paggi - Lamerica
- Jacopo Quadri - Natarczywa miłość (L'amore molesto)

### Najlepszy dźwięk
- Alessandro Zanon - Lamerica
- Mario Iaquone i Daghi Rondanini - Natarczywa miłość (L'amore molesto)
- Tullio Morganti - Bez skóry (Senza pelle)

### Najlepszy film zagraniczny
- Pulp Fiction, reż. Quentin Tarantino

### Nagroda David Luchino Visconti
- Pupi Avati

### Nagroda specjalna
- Miłczo Manczewski
- Michele Placido
- Vittorio Cecchi Gori
- Aurelio De Laurentiis